# Amparo (Paraíba)
Amparo es un municipio del estado de Paraíba (Brasil), localizado en la microrregión del Cariri Ocidental. 

## Historia
La región fue habitada primitivamente por los indios sucurus. El poblamiento se inició a partir de las haciendas de ganado a mediados del siglo XIX. Posteriormente, el 18 de noviembre de 1952, fue creado el distrito por medio de la ley estatal 816, subordinado al municipio de Sumé. La ley estatal n.º 5984, del 29 de abril de 1994 creó el municipio de Amparo, que recién fue instaurado el 1 de enero de 1997.

## Geografía
De acuerdo con el IBGE (Instituto Brasilero de Geografía y Estadística), en el año 2006 su población era estimada en 2.078 habitantes con un área territorial de 122  km².
El municipio está situado en la unidad geoambiental de la Depresión Sertaneja. La vegetación nativa predominante es la caatinga hiperxerófila con trechos de vegetación caducifolia.
El municipio está incluido en el área geográfica de cobertura del clima semiárido brasilero, definida por el Ministerio de la Integración Nacional en 2005. Esta delimitación tiene como criterios el índice pluviométrico, el índice de aridez y el riesgo de sequía. La estación lluviosa es el verano.
Amparo se encuentra insertado en los territorios de la Cuenca Hidrográfica del río Paraíba, en la Región del Alto Paraíba. Tiene como principales tributários los arroyos de la Jureminha, Cariri, de los Caboclos, del Boi, Soberba, Olho d’ Agua, el arroyo de la Represa Nueva y de la Barroca, la mayoría de régimen intermitente. Cuenta con las represas Escurinho y Pilões, con capacidad de acumulación de 13.000.000 m³, además de la Laguna del Medio. 
El municipio produce frijol, maíz, tomate, algodón, guayaba, mango y castaña de cajú. En la ganadería, predomina la caprinocultura, además de la creación de aves, ovinos y ganado bovino.